# Ахмед Аль-Гінді (спортсмен)
Ахмед Аль-Гінді (араб. أحمد الهندي; народився 29 листопада 1995) — йорданський спортсмен, параатлет. Виграв золоту медаль у штовханні ядра серед чоловіків категорії F34 на літніх Паралімпійських іграх 2020 року в Токіо, Японія. Також виграв золоту медаль у штовханні ядра серед чоловіків у категорії F34 на Паралімпійському чемпіонаті світу з легкої атлетики 2019 року, який проходив у Дубаї, Об’єднані Арабські Емірати. Бронзовий призер літніх Паралімпійських ігор 2024, що проходили в Парижі.